# Mistrovství Československa v atletice 1945
Mistrovství ČSR mužů v atletice 1945 v kategorii mužů  konalo 18. srpna až 19. srpna v Praze.

## Medailisté

### Muži
| Soutěž                                              | Zlato                                                                      | Stříbro                                                                             | Bronz                                                                    |
| 100 m                                               | Miroslav Horčic 11,0                                                       | Mirko Paráček 11,2                                                                  | Zdeněk Gail 11,4                                                         |
| 200 m                                               | Leopold Láznička 22,0                                                      | Miroslav Horčic 22,1                                                                | Mirko Paráček 22,6                                                       |
| 400 m                                               | Leopold Láznička 50,0                                                      | Milan Horecký 50,8                                                                  | Miloslav Šimonek 51,1                                                    |
| 800 m                                               | Přemysl Dolenský 1:58,0                                                    | Luboš Vomáčka 1:58,6                                                                | Václav Čevona 1:59,5                                                     |
| 1500 m                                              | Přemysl Dolenský 4:05,0                                                    | Emil Zátopek 4:05,8                                                                 | Luboš Vomáčka 4:05,8                                                     |
| 5000 m                                              | Emil Zátopek 14:50,8                                                       | Emil Diringer 16:02,0                                                               | Ľudovít Gálffy 16:05,4                                                   |
| 10 000 m                                            | Emil Diringer 33:44,0                                                      | Jaroslav Štrupp 33:57,0                                                             | Antonín Vaněk 34:06,2                                                    |
| 110 m př.                                           | Jan Mrázek 15,6                                                            | Milan Tošnar 15,9                                                                   | Milan Jandera 16,1                                                       |
| 400 m př.                                           | Jaroslav Kabát 56,8                                                        | Vlastimil Holeček 57,5                                                              | Vladimír Vondráček 58,0                                                  |
| 3000 m př. Brno 23. 9. 1945                         | Bohuslav Kosour 10:05,0                                                    | Josef Růžička 10:53,7                                                               | Jan Zubatý 10:55,0                                                       |
| 4 × 100 m                                           | Josef Sklenář Zdeněk Gail Miloslav Šimonek Mirko Paráček Slavia Praha 44,2 | Arnošt Schneider Leopold Láznička Hemelík Miroslav Horčic Sparta Praha 44,8         | Miroslav Laňka Miroslav Řihošek Miroslav Kemr Zbyněk Malý NSK Praha 44,8 |
| 4 × 400 m                                           | Miloslav Šimonek Josef Sklenář Vlastimil Holeček Kupka Slavia Praha 3:32,3 | Arnošt Schneider Jaroslav Tlapák Václav Winter Leopold Láznička Sparta Praha 3:34,5 | SK Hrušovany 3:35,6                                                      |
| Skok do výšky                                       | Jaromír Malý 185 cm                                                        | Oldřich Hnízdo 180 cm                                                               | Jaromír Sibera 180 cm                                                    |
| Skok o tyči                                         | Jan Bém 380 cm                                                             | Jaromír Malý 370 cm                                                                 | Miroslav Krejcar 360 cm                                                  |
| Skok daleký                                         | Jan Bém 693 cm                                                             | Miroslav Řihošek 684 cm                                                             | Jan Mrázek 672 cm                                                        |
| Trojskok                                            | Zdeněk Kubý 13,78 m                                                        | Miroslav Řihošek 13,66 m                                                            | Miroslav Kopřiva 13,48 m                                                 |
| Vrh koulí                                           | Čestmír Kalina 14,10 m                                                     | Štěpán Vokoun 13,07 m                                                               | Jaroslav Sedláček 12,70 m                                                |
| Hod diskem                                          | Jaroslav Sedláček 38,83 m                                                  | Miroslav Zikmund 38,01 m                                                            | Václav Vomáčka 37,90 m                                                   |
| Hod kladivem                                        | Jaroslav Eliáš 44,50 m                                                     | Miroslav Hrdlička 40,97 m                                                           | Jiří Dadák 40,40 m                                                       |
| Hod oštěpem                                         | Jaroslav Friedrich 55,87 m                                                 | Vladimír Habr 54,18 m                                                               | Ludvík Wünsch 53,04 m                                                    |
| 10 km chůze                                         | Václav Balšán 43:36,0                                                      | Josef Doležal 45:24,0                                                               | Otakar Buhl 49:14,4                                                      |
| 50 km chůze Praha – Poděbrady 5. 8. 1945            | Otakar Buhl 4:56:03,0                                                      | Josef Buhl 5:04:38,0                                                                | Karel Vágner 5:05:15,0                                                   |
| Desetiboj Praha 22. – 23. 9. 1945                   | Miroslav Řihošek 5512 bodů                                                 | Zdeněk Šprynar 5397 bodů                                                            | Miloslav Novotný 5387 bodů                                               |
| Maratonský běh (40,5 km) – Lány – Praha 7. 10. 1945 | Karel Žemlička 2:39,28                                                     | František Štrupp 2:39,37                                                            | Václav Kadeřábek 2:42,12                                                 |

### Ženy
Mistrovství ČSR žen v atletice 1945 v kategorii žen konalo 11. srpna až 12. srpna v Praze.
| Soutěž                   | Zlato                                                                      | Stříbro                                                                          | Bronz                                                                      |
| 100 m                    | Vlasta Píšová 13,5                                                         | Marie Matesová 13,8                                                              | Věra Benešová 14,0                                                         |
| 200 m                    | Věra Benešová 28,8                                                         | Marie Matesová 28,9                                                              | Květoslava Pochopová 29,1                                                  |
| 80 m př.                 | Marie Matesová 13,4                                                        | Štěpánka Plicková 15,7                                                           | Jaroslava Vinšová 16,0                                                     |
| 4 × 100 m                | Jiřina Jirsáková Růžena Šulcová Eva Preussová Vlasta Píšová NSK Praha 54,5 | Alena Sigmundová Alexandra Jirsová Anna Plšková Zdeňka Kantorková SK Přerov 57,6 | Soňa Reichová Eva Reichlová Bičíková Marie Sedláčková Slavia Praha 58,0    |
| 4 × 200 m                | Růžena Šulcová Eva Preussová Božena Cvrková Věra Jahodová NSK Praha 1:59,6 | Soňa Reichová Eva Reichlová Bičíková Marie Sedláčková Slavia Praha 2:01,6        | Lamplová Neprašová Štěpánka Plicková Marie Matesová Viktoria Žižkov 2:05,3 |
| Skok do výšky            | Vlasta Píšová 150 cm                                                       | Blanka Pošíková 135 cm                                                           | Alica Hubíková 135 cm                                                      |
| Skok daleký              | Vlasta Píšová 522 cm                                                       | Milena Wimmerová 471 cm                                                          | Anna Plšková 471 cm                                                        |
| Vrh koulí                | Jaroslava Komárková 10,48 m                                                | Olga Jelínková 10,26 m                                                           | Adéla Macháčková 9,99 m                                                    |
| Hod diskem               | Jana Gambošová 32,05 m                                                     | Alica Hubíková 28,98 m                                                           | Jaroslava Kopečná 28,95 m                                                  |
| Hod oštěpem              | Bohumila Petránková 28,75                                                  | Marie Sedláčková 28,30                                                           | Jaroslava Kopečná 27,42                                                    |
| Trojboj Brno 23. 9. 1945 | Vlasta Píšová 188 bodů                                                     | Drahomíra Vorlová 120 bodů                                                       | Marie Sedláčková 117 bodů                                                  |